# Zambana
Zambana település Olaszországban, Trento megyében. Lakosainak száma 1732 fő (2018. január 1.). Zambana Andalo, Fai della Paganella, Lavis, Mezzolombardo, Nave San Rocco és Terlago községekkel határos.

## Népesség
A település népességének változása:

| 2017 | 1 762 |
| 2018 | 1 732 |